# Antífilo
Antífilo, (em grego clássico: Ἀντίφιλος; Náucratis, c. 310 a.C. — c. 280 a.C.) foi um pintor grego de Náucratis, Egito, no período de Alexandre, o Grande. Ele trabalhou para Filipe II da Macedônia e Ptolomeu I do Egito. Foi contemporâneo de Apeles, de quem dizem ter sido rival, mas parece ter trabalho em um estilo diferente. Quintiliano fala de sua habilidade: as descrições de suas obras que chegaram até nós mostram que ele se destacou em contrastes de luz e sombra, em representações de gênero, e em caricatura.

## Pinturas de Antífilo em exposição na Roma Antiga
Na Roma Antiga, de acordo com Plínio, o Velho, a Escola de Otávia (Schola Octaviae) era ornamentada por pinturas de Antífilo, entre as quais estavam o seu Hesíone e sua pintura do grupo de Alexandre e Filipe com Minerva. A Cúria de Pompeu, famosa por ter sido o local do assassinato de Júlio César, era decorada com imagens de Cadmo e Europa feitas por Antífilo